# Zwarte Kloboekken

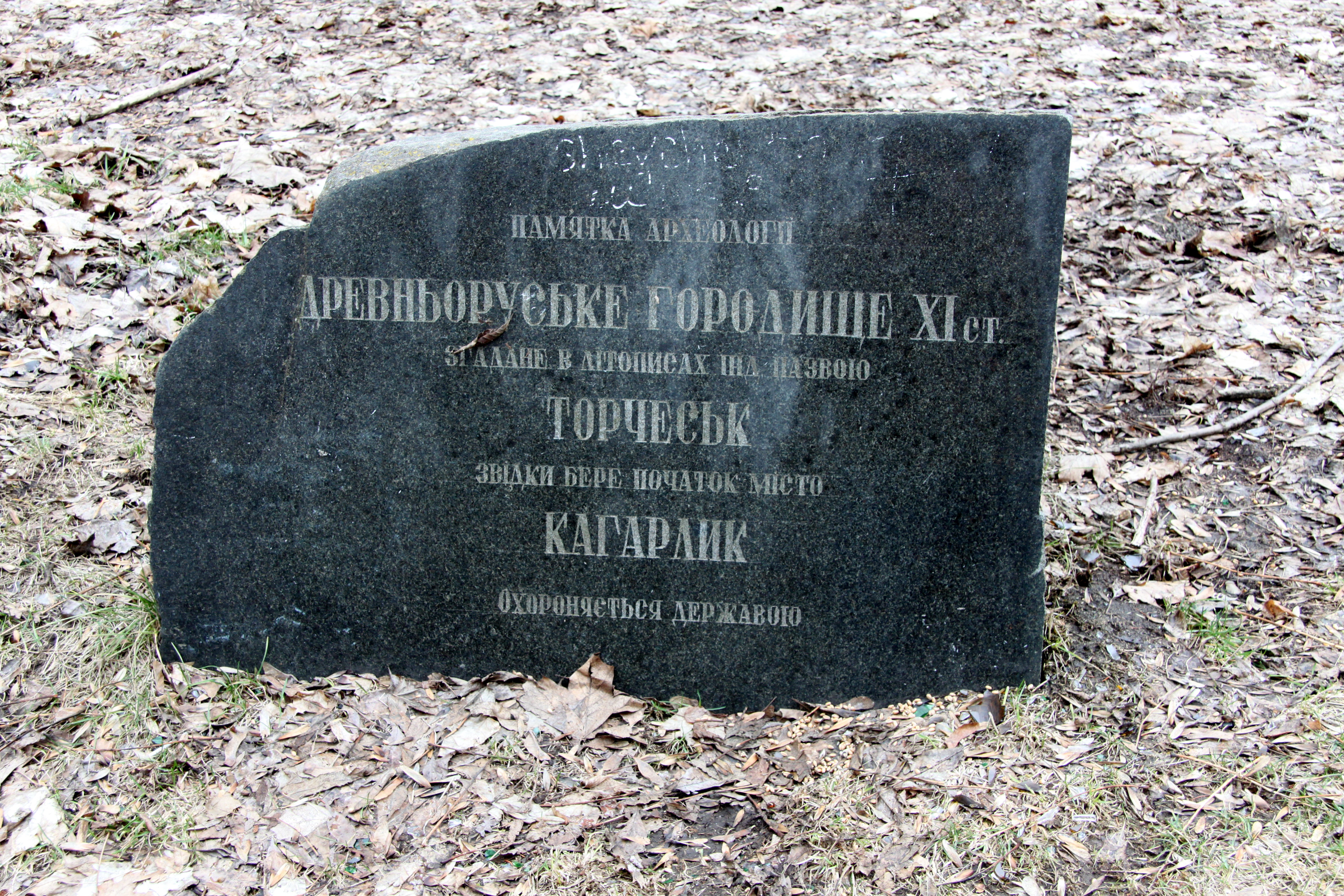
gedenksteen op de plaats van de Tortsjesk-nederzetting

De Zwarte Kloboekken (Russisch: Чёрные клобуки, Tsjornye kloboeki, "zwarte kappen", waarschijnlijk van Turks kalbuk of  kalpak, vgl. Karakalpaks "zwarte muts", kolbak en klobuk) was de algemene naam van Turkse vazallen van de oude Russische vorsten die zich vanaf het einde van de 11e eeuw in Porosje vestigden.
Het gebied dat ze bezetten langs de rivieren Dnjepr, Stoegna en Ros was een buffer tussen de steppenomaden en het Land van de Roes.
Volgens historicus Andrej Foersov waren de Zwarte Kloboekken de voorlopers van de Kozakken. 

## Vermeldingen
In de Russische kronieken werden met Zwarte Kloboekken meerdere nomadische volkeren van Turkse afkomst aangeduid.
De Zwarte Kloboekken worden in de Ipatjevkroniek voor het eerst genoemd voor het jaar 1146, en voor het laatst voor 1196. Volgens de kroniek omvatten de Zwarte Kloboekken de Torki, Petsjenegen, Berendei en Kovoei. Ook vermeldt de kroniek de Toerpei één keer (1150), de Kajepitsji (1160) en de Basti twee keer (1170). De laatste vermelding van de Turkse vazallen van de Kievse vorsten in de kroniek dateert uit 1235 en betreft de Torki.
In de 15e-eeuwse Moskouse kroniek worden voor het jaar 1152 de Zwarte Kloboekken geïdentificeerd met de Tsjerkasy: "Alle Zwarte Kloboekken worden Tsjerkasy genoemd". Iets later werd dezelfde uitleg in de Opstandingskroniek vermeld.

## Geschiedenis
De Zwarte Kloboekken waren een belangrijke militaire macht voor de Kievse vorsten en namen deel aan bijna al hun gewapende conflicten, waaronder ook hun onderlinge. De strijdkrachten van de oude Russische vorsten bestonden volgens de Ipatjevkroniek uit drie delen: de bevolking van Kiev, de Zwarte Kloboekken en de persoonlijke manschappen van de vorst. 
Politiek gezien waren er in het vorstendom Kiev twee belangrijke factoren: de Kievse bojaren en de Zwarte Kloboekken. De Zwarte Kloboekken en bojaren besloten gezamenlijk een bepaalde vorst uit te nodigen naar Kiev. De belangrijke rol van de Zwarte Kloboekken in het politieke leven van Kiev blijkt uit de uitdrukking "het hele Russische land en de Zwarte Kloboekken", die meermaals in de kronieken wordt herhaald. Een andere bron geeft aan dat de Zwarte Kloboekken zich herhaaldelijk tot Rostislav, de zoon van Rjoerik de vorst van Kiev, wendden en om hulp vroegen in de strijd tegen de Polovtsen, dat wil zeggen dat ze buren waren van het Kievse land en zo goed als vaste bondgenoten waren tegen de Polovtsen.
De Perzische historicus Rashid al-Din schrijft over de Mongoolse invasie van Roes in 1240: "De vorsten Batu en zijn broers Kadan, Buri en Buchek gingen op campagne naar het land van de Russen en het volk van de zwarte mutsen, en in 9 dagen namen ze een grote Russische stad in, wiens naam Mankerkan [Kiev] is".
De hoofdsteden van de Zwarte Kloboekken-unie van Porosje veranderden van tijd tot tijd; hieronder waren Kaniv en Tortsjesk.
Een deel van de Zwarte Kloboekken werd na de Mongoolse verovering door de Mongolen hervestigd naar de Wolgaregio en Moldavië, en opgenomen in de militair-aristocratische structuur van de Gouden Horde. Het semi-sedentaire en sedentaire deel van de Zwarte Kloboekken bleef echter in Porosje en werd na verloop van tijd geassimileerd met de lokale Slavische bevolking.